# Adolfo Van Praet
Adolfo Van Praet är en ort i Argentina.   Den ligger i provinsen La Pampa, i den centrala delen av landet, 500 kilometer väster om huvudstaden Buenos Aires. Adolfo Van Praet ligger 150 meter över havet och antalet invånare är 274.
Terrängen runt Adolfo Van Praet är mycket platt. Runt Adolfo Van Praet är det mycket glesbefolkat, med 5 invånare per kvadratkilometer.. Närmaste större samhälle är Realicó, 19,3 kilometer väster om Adolfo Van Praet.
Trakten runt Adolfo Van Praet består till största delen av jordbruksmark.